# Orizont de evenimente
Orizontul evenimentelor este o graniță în spațiu-timp unde viteza de evadare pentru o masă oarecare atinge și apoi ar trebui să depășescă viteza luminii, făcând o evadare imposibilă. Aceasta face ca observarea unor evenimente din afara acestui orizont (sau orice alt fel de comunicație) să devină imposibilă, de aici și denumirea de orizontul evenimentului.